# Waterloo Black Hawks
Waterloo Black Hawks je juniorský hokejový tým I. úrovně hrající v Západní konferenci United States Hockey League (USHL) pod vedením hlavního trenéra Matta Smabyho a generálního manažera Bryna Chyzyka. Domácím ledem Black Hawks je Young Arena ve Waterloo v Iowě.

## Historie
Waterloo Black Hawks začínali jako poloprofesionální seniorský tým v United States Hockey League (USHL) v roce 1962. Liga byla před sezónou přejmenována poté, co začala v roce 1948 jako American Amateur Hockey League. Domácím ledem týmu byl McElroy Auditorium. Po sezóně 1968–1969 si Black Hawks dali roční pauzu, aby se stali nejlepším týmem Minnesota North Stars.
Po ligových titulech v roce 1978 a 1979 v hybridním formátu junior-senior přešli Black Hawks v letech 1979–1980 na juniorský hokej. Vyhráli titul v jižní divizi v letech 1979–1980. Hlavní trenér Jack Barzee přesunul tým do Dubuque. Hennepin Nordiques se pak před kampaní v letech 1980–1981 přestěhoval do Waterloo. „Nový“ Black Hawks si zachoval historii, loga a arénu starého týmu.
Po odchodu hlavního trenéra Scotta Mikesche v roce 1980 tým prošel osmi různými hlavními trenéry. Pět z nich trénovalo v letech 1980 až 1982. Po titulu týmu v jižní divizi v roce 1980 Black Hawks znovu nevyhráli až do roku 1993–1994 (v této sezóně vyhráli čtyřikrát).
Z Black Hawks na začátku 90. let odešlo několik budoucích hráčů National Hockey League (NHL). Dvojice předních útočníků Chris Ferraro a Peter Ferraro přišli z Dubuque v polovině sezóny 1991–1992 a nastříleli dohromady 200 bodů. O dvě sezóny později měl Jason Blake 50 gólů a 50 asistencí.
Nový trenér P. K. O'Handley přinesl okamžité změny do Black Hawks v letech 2002–2003 a Waterloo vyhrálo svůj první divizní šampionát po 23 letech s bilancí 38–17–5 a skončilo dva body za Lincoln Stars v hodnocení Anderson Cupu. Další sezóna přinesla Black Hawks první vítězství v šampionátu USHL Clark Cup a první ligový titul jakéhokoli druhu od roku 1979, přestože skončil čtvrtý ve východní divizi. Black Hawks také vyhráli titul v základní části Anderson Cupu v letech 2006–2007, což byl jejich první titul v základní části pro Black Hawks v juniorské éře. Tým byl jeden zápas od vítězství v Clark Cupu 2007, než byl poražen 3–0 od Sioux Falls Stampede v mistrovské hře. V roce 2008 se dostali do finále Clark Cupu, ale v posledním zápase série prohráli 4–3 s Omaha Lancers v prodloužení. Waterloo bylo také poraženo v pětizápasové finálové sérii Green Bay Gamblers v roce 2012 a ještě jednou v roce 2014 Indiana Ice. Nicméně, Black Hawks vyhrály další Anderson Cup v letech 2013–2014 a 2017–2018.
P. K. O'Handley odstoupil ze své trenérské pozice po sezóně 2020–2021, aby se zaměřil na aspekty fungování týmu mimo led. Black Hawks najali bývalého hráče NHL Matta Smabyho jako hlavního trenéra od sezony 2021–2022. Od roku 2024 vstoupil O'Handley s týmem do role senior konzultanta. Tím zůstal Joe Greene, který se k týmu připojil v červnu 2015 jako viceprezident a v březnu 2023 byl povýšen, jako jediný prezident a provozní ředitel týmu. Pod Greenovým vedením byli Black Hawks oceněni jako Business of the Year (1–50 zaměstnanců) od Grow Cedar Valley také v březnu 2023.